# Węgielny Dół
Węgielny Dół – wąwóz na Wyżynie Olkuskiej będący orograficznie prawym odgałęzieniem Doliny Prądnika. Ma wylot przy Młynie Natkańca, naprzeciwko Skał Wernyhory. Administracyjnie należy do wsi Wola Kalinowska (prawe zbocza) i Sułoszowa (lewe zbocza) w województwie małopolskim w powiecie krakowskim, w gminie Sułoszowa.
Dno i obydwa Węgielnego Dołu porośnięte są lasem. Wąwóz znajduje się na obszarze Ojcowskiego Parku Narodowego. W jego wapiennych skałach jest kilka jaskiń i schronisk: Schronisko Północne w Węgielnym Dole, Schronisko Południowe w Węgielnym Dole i Jaskinia w Węgielnym Dole.